# Азіз Санджар
Азі́з Санджа́р (тур. Aziz Sancar, нар. 8 вересня 1946, Савур, Туреччина) — турецький біохімік, відомий за своїми роботами з репарації ДНК та регуляції циркадного годинника. Лауреат Нобелівської премії з хімії у 2015 році. Перший дійсний член Національної академії наук США турецького походження (2005).

## Біографія
Санджар здобував вищу освіту у Стамбульському університеті, у Школі медицини, яку він закінчив у 1969 році зі ступенем доктора. Після двох років роботи в його рідному Савурі він переїжджає до Далласа (США), де починає навчання у Техаському університеті на факультеті молекулярної біології. В 1977 році він здобуває ступінь доктора філософії за свою наукову роботу, присвячену репарації ДНК. Після цього він продовжив дослідження на базі Єльського університету. У 1982 році Санджар долучається до відділу біохімії та біофізики в Університеті Північної Кароліни у Чапел-Гілл, де окрім репарації ДНК вивчає клітинний цикл та методи лікування раку.
У 2015 році його було нагороджено Нобелівською премією з хімії «за механістичні дослідження щодо репарації ДНК», яку він розділив із Полом Модричем і Томасом Ліндалем.
Санджар є автором 238 наукових статей, співавтором 33 книг. Він є членом Національної академії наук США, Американської академії мистецтв і наук, Академії наук Туреччини.
Спільно зі своєю дружиною Гвен, також професором у Чапел-Гілл, Азіз заснував фундацію (англ. Aziz and Gwen Sancar Foundation), що надає допомогу турецьким студентам, які прибувають на навчання до його університету.